# G 8.1
Паровоз G 8.1 или G 81 — прусский паровоз типа 0-4-0. Является усиленной версией паровоза G 8 (поставлен более мощный паровой котёл и увеличена сцепная масса, из-за чего паровоз мог работать лишь на магистральных линиях). Был разработан Робертом Гарбе (Robert Garbe) и выпускался с 1913 по 1921 г. Всего было построено: 4958 штук для прусских железных дорог, 137 для Имперской дороги в Эльзас-Лотарингии (подробнее см.: Elsaß-Lothringische G 8.1), 10 для железной дороги Фридриха Франца (de:Friedrich-Franz-Eisenbahn), 50 для немецкой армии для обслуживания прифронтовых участков в период Первой мировой войны, 6 для Германского императорского общества (de:Gewerkschaft Deutscher Kaiser) и 185 были проданы другим странам (Польша, Румыния, Швеция).
В 1925 году на немецких государственных железных дорогах у 3121 паровоза обозначение серии сменили на 55.25-56 и присвоили номера 55 2501-5622 (пропущен № 55 3367), 12 паровозам присвоили обозначение серии 55.58 и номера 5801-5810 и 5851-5852. Также на прусских дорогах эксплуатировались 10 паровозов G 8.1 с Имперских железных дорог в Эльзас-Лотарингии. В 1935 году было приобретено ещё 43 локомотива из Саара, которым присвоили серию 55 и номера 5623-5665, данные паровозы были последними из представителей серии на Имперской железной дороге в Эльзас-Лотарингии. Во время Второй мировой войны поступили также паровозы из Польши и Литвы (также получили серию 55). В Бельгии были приобретены 55 паровозов G 8.1 (после переименования серии получили номера 5666-5699). После окончания войны Deutsche Reichsbahn (ГДР) выкупила в Польше паровоз № 55 5898, а в Бельгии и Франции — №№ 55 7251-7260 и 55 8170.
С целью снизить нагрузку на рельсы и повысить скорость движения, с 1934 по 1941 гг. в общей сложности 691 паровоз G 8.1 был оснащен бегунковой осью (то есть переделан в тип 1-4-0). Таким паровозам была присвоена серия 56.2-8.

## Паровозы G 8.1 в моделизме
В 1980-х фирма Piko выпускала модель паровоза BR 55 № 3784 (поступал и в СССР в комплекте моделей железной дороги), который относился к паровозам G 81.